# 오스틴 체임벌린
오스틴 체임벌린 경(Sir Austen Chamberlain, KG, 1863년 10월 16일~1937년 3월 17일)은 영국의 정치인이다. 조지프 체임벌린의 큰아들이다. 보수당 의원으로서 장상·인도 사무상·외상 등을 지냈으며, 1925년 로카르노 조약을 맺는 데 공헌하여 노벨 평화상과 가터 훈장을 받았다.